# Director of Naval Construction
Der Director of Naval Construction (DNC) war ein hochrangiger britischer Beamter der Admiralität, des Teils des öffentlichen Dienstes (Her Majesty's Civil Service), der die Royal Navy überwachte. Der Posten bestand zwischen 1860 und 1966.
Der Direktor war ein führendes Mitglied der Royal Corps of Naval Constructors. Das Korps ist eine Einrichtung der Royal Navy und der britischen Admiralität für die Ausbildung im Schiffbau. Es wurde auf Empfehlung des Marinearchitekten Sir William Henry White im August 1883 gegründet. Sein Vorläufer war die Royal School of Naval Architecture, London. Die Mitglieder des Korps waren verantwortlich für den Entwurf und den Bau von Kriegsschiffen, gleichgültig ob sie in den Königlichen Werften (z. B. Chatham) oder in der privaten Industrie (z. B. Armstrong Whitworth) gebaut wurden. Der Direktor war sowohl Konstrukteur als auch als Manager.
Die Arbeit in den Werften wurden bis zu einem gewissen Grad durch die beiden Posten des Director of Naval Construction und den separaten Director of Dockyards geführt. Dessen Beamte waren für die Kontrolle der ordnungsgemäßen Arbeit der Auftragnehmer verantwortlich.
Bei der Konstruktion von Kriegsschiffen arbeitete der Director of Naval Construction mit dem Engineer-in-Chief zusammen, einem anderen Beamten der Admiralität. Dieser Dienstposten wurde nach Einführung der Dampfmaschine in den britischen Schiffbau geschaffen. Er bestand von 1847 bis 1889.
Die Französische Marine hatte eine ähnliche Position, den Directeur des Construction Navales.

## Liste der Direktoren
- Isaac Watts (1860–1863)
- Sir Edward James Reed (1863–1870)
- Sir Nathaniel Barnaby (1870–1885)
- Sir William Henry White (1885–1902)
- Sir Philip Watts (1902–1912)
- Sir Eustace Tennyson d’Eyncourt (1912–1924)
- Sir William Berry (1924–1930)
- Sir Arthur Johns (1930–1936)
- Sir Stanley V. Goodall, KCB, OBE, RCNC (1936–1944)
- Sir Charles S. Lillicrap (1944–1951)
- Sir Victor Shepheard (1951–1966)